# Dalima ochrearia
Dalima ochrearia är en fjärilsart som beskrevs av John Henry Leech 1897. Dalima ochrearia ingår i släktet Dalima och familjen mätare. Inga underarter finns listade i Catalogue of Life.